# Callaway, Minnesota
Callaway är en ort i Becker County i Minnesota. Vid 2010 års folkräkning hade Callaway 234 invånare.